# Ismaïl II (Séfévides)
Pour les articles homonymes, voir Ismaïl II.
Ismaïl II (en persan : شاه اسماعیل دوم / Šâh Esmâʿil-e Dovvom), né en 1533/1534 et mort à Qazvin le 24 novembre 1577, est le troisième chah séfévide de la Perse, régnant de 1576 à 1577.

## Biographie
Second fils de Tahmasp Ier et de la princesse turcomane des Aq Qoyunlu, il est nommé gouverneur du Shirvan en 1547 après la rébellion de son oncle Alkas. Il mène ensuite plusieurs campagnes dans le Caucase et en Azerbaïdjan contre les Ottomans. En juin 1556, il devient gouverneur du Khorasan. Après avoir passé seulement quelques mois à Herat il est brutalement arrêté en décembre 1556. Il est alors emprisonné, sur ordre de son père, pendant près de 20 ans dans la forteresse de Qahqaha dans les montagnes à l'ouest d'Ardabil. Le motif de cette incarcération reste imprécis « pour le meilleur intérêt de l'État et à cause de divers actes répréhensibles qui déplurent au Chah ». En fait Tahmasp craignait sans doute simplement l'ambition de son fils.
Sa longue période de captivité ébranle son esprit et il s'adonne aux narcotiques. Après la mort de Tahmasp Ier le 14 mai 1576, il monte sur le trône grâce à l'appui de sa sœur l'influente Pari Khan Khanoun qui intrigue dans le Harem pour que 30 000 Qizilbash lui prêtent serment. Il monte sur le trône le 22 août 1576 après avoir fait éliminer l'héritier présomptif, son demi-frère Haidar Mirza qui a été proclamé Chah à Qazvin par ses partisans recrutés parmi les géorgiens ralliés à la Perse. Son frère Mohammad Khodabandeh qui souffre d'une grave déficience visuelle, lui cède ses droits au trône.
Il opère alors une vaste purge parmi les membres de la tribu Qizilbash des Ustadjlu coupables d'avoir soutenu la tentative d'Haidar Mirza. Craignant de façon obsessionnelle les complots des membres de sa famille, il fait exécuter deux autres de ses demi-frères après son accession le 2 novembre 1576. Le 24 février 1577, il fait encore tuer trois autres de ses demi-frères, son cousin-germain et beau frère Sultan Ibrahim Mirza, le frère de ce dernier, Badi uz-zaman Mirza et son jeune fils Bahram Mirza !
Il envisageait enfin de faire tuer Mohammad Khodabandeh et ses fils lorsqu'il meurt le 24 novembre 1577 soit empoisonné par ses sœurs soit d'un excès d'opium qu'il avait pris l'habitude de consommer pendant sa détention. Mohammad Khodabandeh, son frère aîné, est alors proclamé Shah.

## Unions et postérité

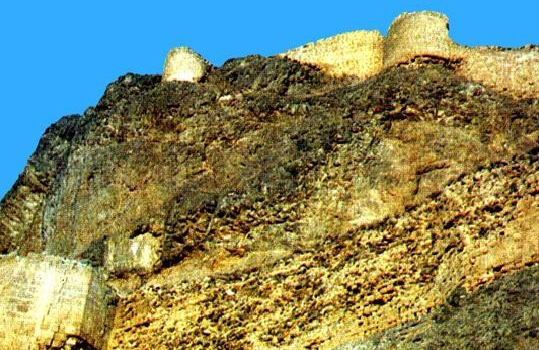
C'est dans cette forteresse de Qahqaheh que le prince Ismaïl fut détenu, à moitié drogué, pendant 19 ans.

En 1555, Ismaïl épouse une fille née du mariage de Khanish Khanum, une sœur de Tahmasp, avec le Wali Shah Ni'mat Allah.
En 1576 il épouse simultanément : une fille de Pira Muhammad Khan, une fille de Shamkal Khan et une fille de Husain Khan. Il ne laisse qu'un fils, Muhammad Shuja ud-din Shah, né le 16 octobre 1577, qui est tué avec sa tante Pari Khan Khanoum à Qazvin dès le 17 février suivant. 